# GNOME Users And Developers European Conference

Il logo di GUADEC, usato dal 2013.

La GNOME Users And Developers European Conference (GUADEC, in italiano Convegno europeo di utenti e sviluppatori di GNOME) è la conferenza annuale europea organizzata dal Progetto GNOME e dedicata allo sviluppo del desktop environment GNOME.

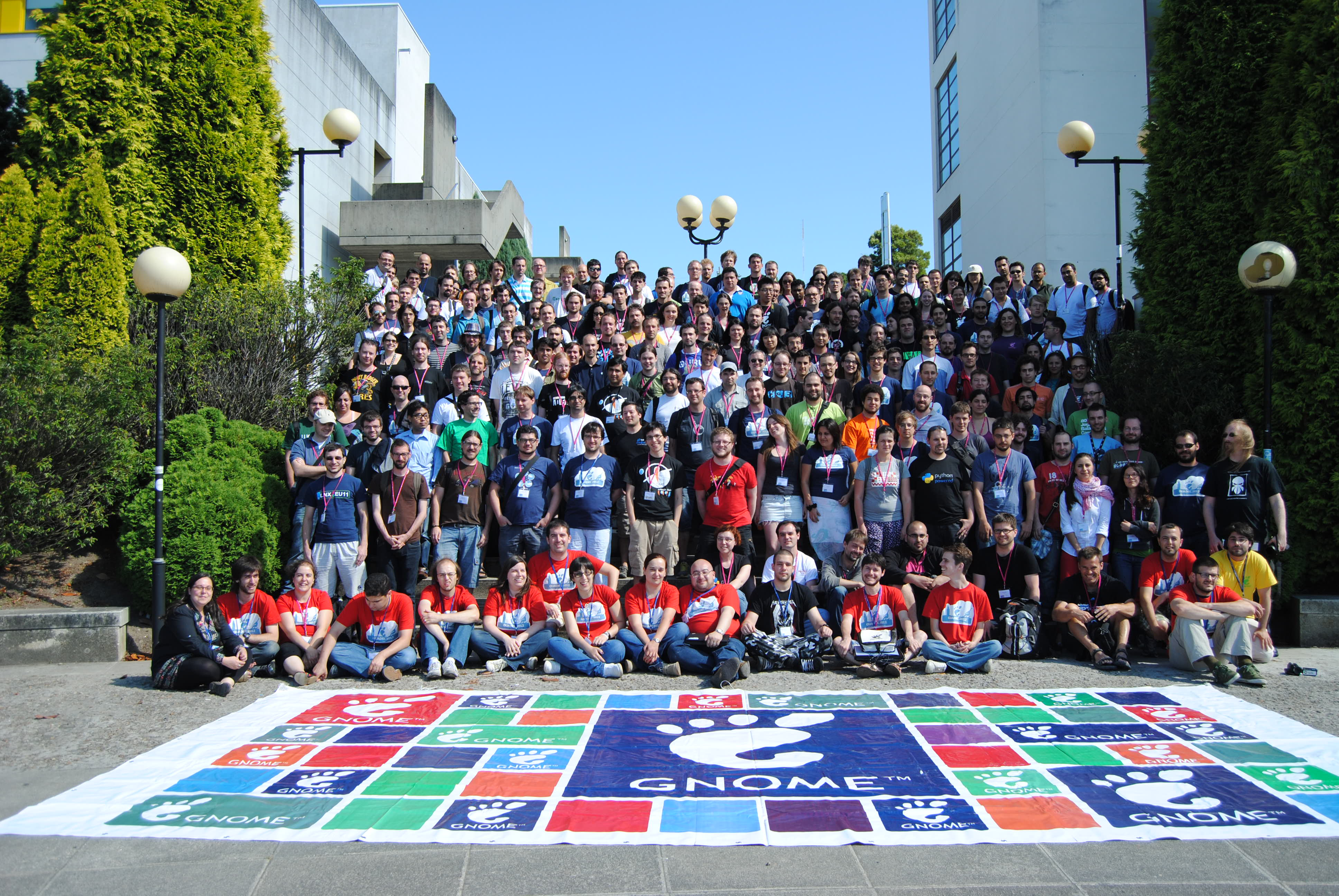
Guadec 2012, La Coruña, 26-31 luglio 2012

## Storia
La prima edizione è stata organizzata da Mathieu Lacage nel 2000 a Parigi come evento unico: ha visto la partecipazione di una settantina di persone, molte delle quali era la prima volta che si incontravano di persona.
Visto il successo dell'iniziativa si è deciso di rendere l'appuntamento annuale e itinerante.
La conferenza è organizzata da volontari e dal 2001 è possibile seguirla in streaming via web.

## Edizioni
| Anno | Data               | Città                 | Nazione       | Luogo                                             | Note                                                       | Sito web       |
| ---- | ------------------ | --------------------- | ------------- | ------------------------------------------------- | ---------------------------------------------------------- | -------------- |
| 2000 | 16-18 marzo        | Parigi                | Francia       | Ecole Nationale Supérieure des Télécommunications |                                                            | GUADEC 2000    |
| 2001 | 6-8 aprile         | Copenaghen            | Danimarca     | Symbion Science Park                              |                                                            | GUADEC 2001    |
| 2002 | 4-6 aprile         | Siviglia              | Spagna        | Università di Siviglia                            |                                                            | GUADEC 2002    |
| 2003 | 16-18 giugno       | Dublino               | Irlanda       | Trinity College                                   |                                                            | GUADEC 2003    |
| 2004 | 28-30 giugno       | Kristiansand          | Norvegia      | Università di Agder                               |                                                            | GUADEC 2004    |
| 2005 | 29-31 maggio       | Stoccarda             | Germania      | Haus der Wirtschaft Baden-Württemberg             |                                                            | GUADEC 2005    |
| 2006 | 24-30 giugno       | Vilanova i la Geltrú  | Spagna        |                                                   |                                                            | GUADEC 2006    |
| 2007 | 15-21 luglio       | Birmingham            | Gran Bretagna | Royal Birmingham Conservatoire                    |                                                            | GUADEC 2007    |
| 2008 | 7-12 luglio        | Istanbul              | Turchia       | Bahçeşehir University                             |                                                            | GUADEC 2008    |
| 2009 | 3-11 luglio        | Gran Canaria          | Spagna        | Auditorio Alfredo Kraus                           | "Gran Canaria Desktop Summit", in concomitanza con Akademy | GUADEC 2009    |
| 2010 | 24-30 luglio       | L'Aia                 | Paesi Bassi   | The Hague University of Applied Sciences          |                                                            | GUADEC 2010    |
| 2011 | 6-12 agosto        | Berlino               | Germania      | Università Humboldt di Berlino                    | "Second Desktop Summit", in concomitanza con Akademy       | Desktop Summit |
| 2012 | 26 luglio-1 agosto | La Coruña             | Spagna        | Università di A Coruña                            |                                                            | GUADEC 2012    |
| 2013 | 1-8 agosto         | Brno                  | Rep. Ceca     | Brno University of Technology                     |                                                            | GUADEC 2013    |
| 2014 | 26 luglio-1 agosto | Strasburgo            | Francia       | Università di Strasburgo                          |                                                            | GUADEC 2014    |
| 2015 | 7-12 agosto        | Göteborg              | Svezia        | Folkets Hus e IT University Gothenburg            |                                                            | GUADEC 2015    |
| 2016 | 11-17 agosto       | Karlsruhe             | Germania      | Karlsruher Institut für Technologie               |                                                            | GUADEC 2016    |
| 2017 | 28 luglio-2 agosto | Manchester            | Regno Unito   | Manchester Metropolitan University                |                                                            | GUADEC 2017    |
| 2018 | 6-11 luglio        | Almería               | Spagna        | Università di Almería                             |                                                            | GUADEC 2018    |
| 2019 | 23-28 agosto       | Salonicco             | Grecia        | Università della Macedonia                        |                                                            | GUADEC 2019    |
| 2020 | 22-28 agosto       | Online                |               |                                                   |                                                            | GUADEC 2020    |
| 2021 | 21-25 luglio       | Online                |               |                                                   |                                                            | GUADEC 2021    |
| 2022 | 20-25 luglio       | Guadalajara (Messico) | Messico       | Guadalajara Connectory                            |                                                            | GUADEC 2022    |
| 2023 | 26-31 luglio       | Riga                  | Lettonia      | University of Latvia Academic Center              |                                                            | GUADEC 2023    |
| 2024 | 19-24 luglio       | Denver                | Colorado, USA | Tivoli Student Union                              |                                                            | GUADEC 2024    |
| 2025 | 24-29 luglio       | Brescia               | Italia        | Università degli Studi di Brescia                 | Prima edizione italiana                                    | GUADEC 2025    |

## Galleria d'immagini

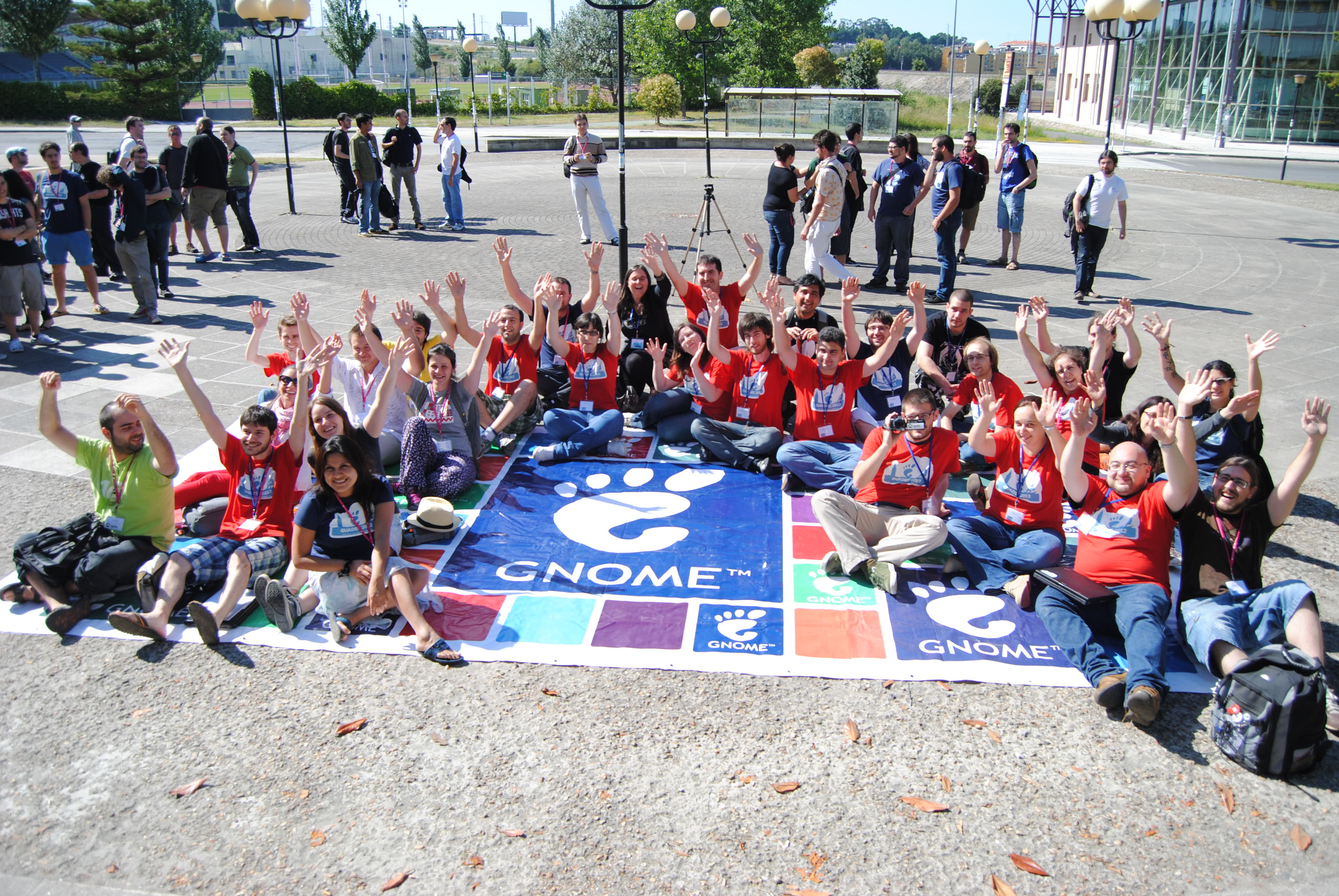
GUADEC 2012, La Coruña, 26-31 luglio 2012
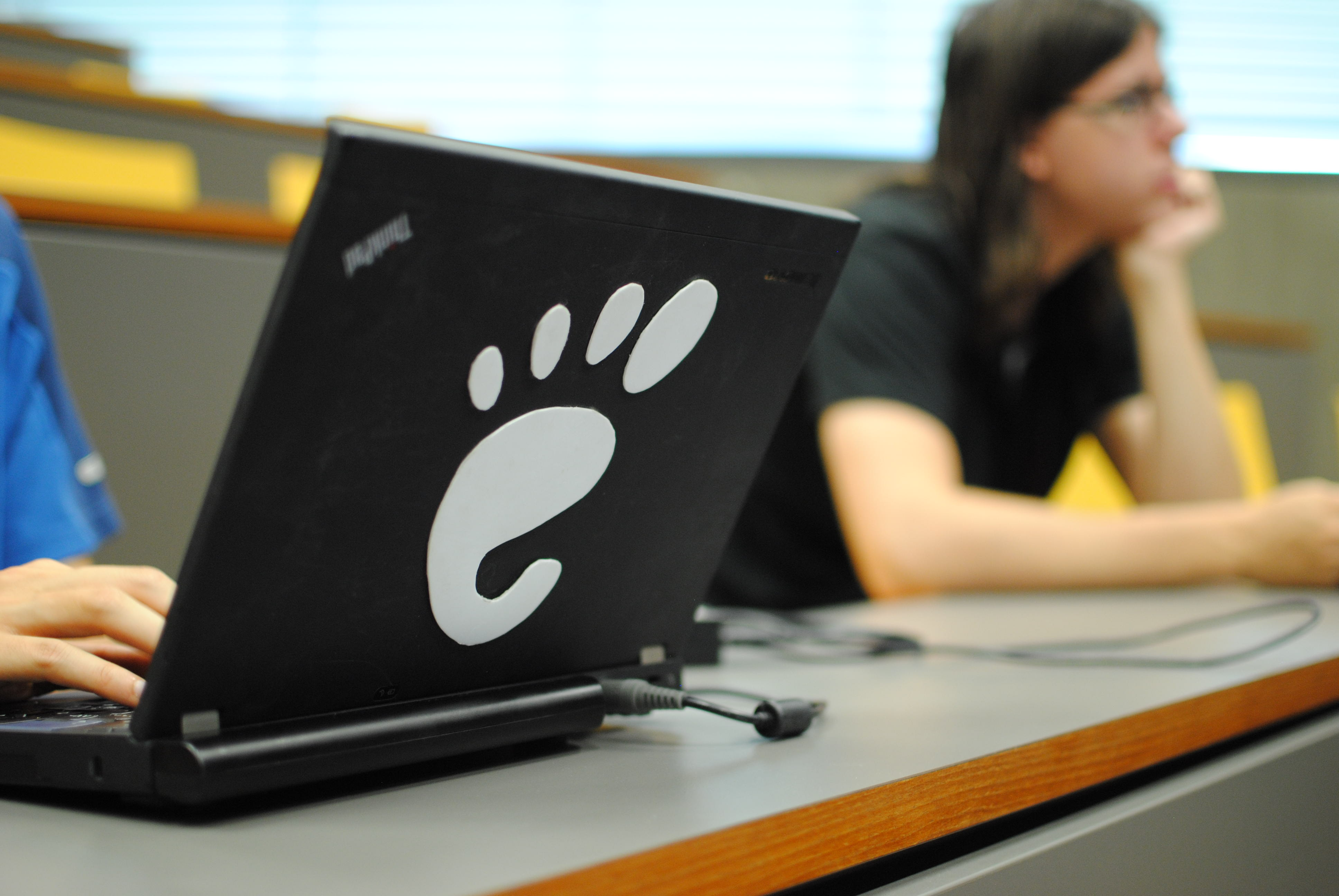
GUADEC 2013, Brno, 1-8 agosto 2013